# Andrew Talansky
Andrew Talansky (Miami, Florida, 23 de novembre de 1988) és un ciclista estatunidenc, professional des del 2011. Actualment corre a l'equip Cannondale-Drapac.
Els bons resultats obtinguts durant el 2010, en què destaca la victòria al Campionat dels Estats Units contrarellotge sots-23, una segona posició a la general del Tour de l'Avenir i de la Volta a Tarragona, li van servir per firmar per l'equip Garmin-Transitions.
El 2014 aconseguí la principal victòria en el seu palmarès, en aconseguir la victòria al Critèrium del Dauphiné, per davant d'Alberto Contador.

## Palmarès
- 2010
  -  Campió dels Estats Units sub-23 en contrarellotge
  - Vencedor d'una etapa de la Volta a Tarragona
  - Vencedor d'una etapa de la Joe Martin Stage Race
  - Vencedor d'una etapa del Tour del País de Savoia
- 2011
  - Vencedor de la classificació dels joves del Tour de Romandia
- 2012
  - 1r al Tour de l'Ain i vencedor d'una etapa
- 2013
  - Vencedor d'una etapa a la París-Niça i 1r de la classificació dels joves
- 2014
  - 1r al Critèrium del Dauphiné
- 2015
  -  Campió dels Estats Units en contrarellotge
- 2016
  - Vencedor d'una etapa del Tour de Utah
- 2017
  - 1r a la Sea Otter Classic (carretera)
  - Vencedor d'una etapa a la Volta a Califòrnia

### Resultats a la Volta a Espanya
- 2011. 79è de la classificació general
- 2012. 7è de la classificació general
- 2014. 51è de la classificació general
- 2015. No surt (18a etapa)
- 2016. 5è de la classificació general

### Resultats al Tour de França
- 2013. 10è de la classificació general
- 2014. No surt (12a etapa)
- 2015. 11è de la classificació general
- 2017. 49è de la classificació general